# نكسس 5
Nexus 5 (الاسم الرمزي رأس المطرقة) هو هاتف ذكي تم تطويره بشكل مشترك من قبل جوجل وإل جي إلكترونيكس و يعمل بنظام التشغيل أندرويد.